# Vivien Leigh
Vivien Leigh (Dardzsiling, India, 1913. november 5. – London, 1967. július 8.) kétszeres Oscar-díjas angol színésznő. A díjakat az Elfújta a szél (Gone with the Wind, 1939) és A vágy villamosa (A Streetcar Named Desire, 1951) című filmekben alakított szerepeiért (Scarlett O’Hara, Blanche DuBois) kapta. Ez utóbbit a londoni West End színpadán is játszotta. Termékeny színpadi előadó is volt, néhány filmben férjével, Laurence Olivier-vel játszott együtt. Harmincéves színházi karrierje során sokféle karaktert alakított Noël Coward és G. B. Shaw hősnőitől kezdve olyan klasszikusokig, mint Shakespeare Kleopátrája, Júliája vagy Lady Macbethje.
Főleg szépségéért dicsőítették, ezért néha úgy érezte, hogy nem tekintik komoly színésznőnek, de pályafutásában leginkább gyakori betegségei hátráltatták. Felnőttkorának egy részében tuberkulózisban szenvedett. Visszatérő mániás depressziós időszakai – melyekkel először az 1940-es években diagnosztizálták – csak tovább gyengítették. Egyesek szerint nehéz volt vele együtt dolgozni. 1960-ban elvált Olivier-től. Ezután a tuberkulózis okozta haláláig csak elvétve szerepelt filmekben és színdarabokban.

## Életének első szakasza
Vivian Mary Hartley néven született az indiai Dardzsilingben. Apja, az angol származású Ernest Richard Hartley (1882–1959), az indiai lovasság tisztje volt, anyja, Gertrude Robinson Yackje származása nem tisztázott. Állítása szerint ír származású volt, de sokkal valószínűbb, hogy örmény vagy indiai párszi elődei voltak. Szülei a londoni Kensingtonban kötöttek házasságot, 1912-ben. 1917-ben Ernest Hartleyt az indiai Bangalorba küldték, míg Gertrude és Vivian Ootacamundban maradt. Vivian testvérei még gyermekként meghaltak (iker fiúk 1915, majd Clara és Catherine, szintén ikrek: 1917). Vivian Hartley első színpadi fellépése hároméves korában az angol mondóka Little Bo Peep szerepe volt anyja amatőr színtársulatában. Gertrude Hartley szerette volna egyetlen gyerekébe belenevelni az irodalom iránti rajongást, ezért H. C. Andersentől, Lewis Carrolltól, Rudyard Kiplingtől olvasott neki történeteket, a görög mitológia történetei mellett. Anyja 1920-ban az angliai Roehampton Szent Szív Rendházába küldte tanulni. Itt Vivian legjobb barátnőjének, Maureen O'Sullivan-nak bevallotta, hogy „nagy színésznő” szeretne lenni.
Vivian Európában folytatta tanulmányait, majd 1931-ben visszatért szüleihez Angliába. Amikor megtudta, hogy Sullivan filmjeit már játsszák a londoni West End-en, elárulta szüleinek színésznői ambícióit. Mindketten támogatták ebben, és apja segítségével felvették a londoni Királyi Színművészeti Akadémiára (Royal Academy of Dramatic Art, RADA).
1931 végén megismerkedett Herbert Leigh Holmannel, a nála tizenhárom évvel idősebb ügyvéddel. Bár az ügyvéd nem tartotta sokra a „színházi embereket”, 1932. december 20-án feleségül vette Viviant, aki ezután megszakította az akadémián folytatott tanulmányait. 1933. október 12-én megszületett Suzanne nevű lányuk, de Vivian úgy érezte, az anya és háziasszony szerepét nem neki találták ki. Barátai javaslatára kisebb szerepet vállalt a Things are looking up című filmben, ami egyben debütálását is jelentette. Ügynöke, John Glidden úgy vélte, a Vivian Holman név nem megfelelő egy színésznőnek, és ehelyett az April Morn művésznevet javasolta. Vivian azonban ezt nem fogadta el, és felvette a Vivian Leigh nevet. Glidden beajánlotta Viviant Korda Sándor (Alexander Korda) rendezőnek, de Korda visszautasította, mert nem találta elég tehetségesnek mint filmszínésznőt.
Az 1935-ös The Mask of Virtue című darabban nyújtott szerepéért Leigh kiváló kritikát kapott. A kritikát interjúk és újságcikkek sorozata követte; a Daily Expressben egy riporter megjegyzi: „egyszer csak villámgyorsan megváltozott az arckifejezése”. – Ez volt az első nyilvános említése erős és hirtelen hangulatváltozásainak. John Betjeman, a későbbi koszorús költő így írt róla: „ő az angol lányos ártatlanság esszenciája”. Korda, aki jelen volt a darab bemutatóján, beismerte korábbi hibáját és mégiscsak szerződést kötött vele, de ekkor már nem Vivian, hanem Vivien Leigh néven.
A színésznő folytatta fellépéseit a Mask of Virtue darabban, de mikor Korda javaslatára egy nagyobb színházban lépett fel, kiderült, hogy nem képes kellőképpen érvényesíteni hangját, és túl nagy volt számára a közönség is. Nem sokkal ezután már nem is játszott ebben a darabban. Leigh 1960-ban így emlékezett vissza hirtelen szerzett hírnevére: „Néhány kritikus elég bolond volt ahhoz, hogy kijelentse, hogy nagy színésznő vagyok. Tudtam, hogy ez bolondság és nem szabad ilyet mondani, mert akkora terhet és felelősséget tett a vállaimra, amit egyszerűen nem bírtam el. Évekig tartott, amíg eleget tanultam ahhoz, hogy tényleg olyan legyek, amilyennek már az első fellépésem után beállítottak. Olyan buta és kellemetlen helyzet volt. Jól emlékszem arra a kritikusra és sose fogok megbocsátani neki”.

## Kezdeti évek Laurence Olivier-vel
Laurence Olivier a The Mask of Virtue-ban látta először Leigh-t, és miután gratulált neki a darabban nyújtott teljesítményéhez, barátság alakult ki közöttük. Közös filmjük, az 1937-es Tüzek Anglia felett – melyben szeretőket játszottak – forgatása során közel kerültek egymáshoz, és hamarosan a valóságban is szerelmi kapcsolat alakult ki köztük. Ebben az időben olvasta Leigh Margaret Mitchell Elfújta a szél című könyvét, és megkérte amerikai ügynökét hogy ajánlja be David O. Selznick rendezőnek, aki tervezte a könyv megfilmesítését. Ekkoriban mondta Leigh egy újságírónak adott interjújában: „Kiosztottam magamnak Scarlett O'Hara szerepét”. C. A. Lejeune filmkritikus emlékei szerint ebben az időszakban Leigh mindenkit meglepett ezzel a kijelentésével: „Olivier nem fogja megkapni Rhett Butler szerepét, de én még megkaphatom Scarlettét. Csak várjanak és meglátják”.
Az Olivier által alakított Hamlet mellett Leigh játszotta Ophelia szerepét egy Old Vic Theatre-produkcióban. Olivier később visszaemlékezett egy esetre, mikor színpadra készülve hirtelen megváltozott Leigh hangulata, és minden ok nélkül kiabálni kezdett vele, majd elhallgatott, és csak bámult maga elé. Ennek ellenére majdnem hibátlanul játszotta szerepét; másnapra teljesen normális volt, és nem is emlékezett az esetre. Ez volt az első alkalom, hogy Olivier efféle viselkedést tapasztalt nála. Hamarosan összeköltöztek, de sem Holman (Leigh férje), sem Jill Esmond, Olivier felesége nem volt hajlandó elválni.
Leigh első filmje, aminek az USA-ban is nagy sikere lett, az 1938-as Oxfordi diák (A Yank at Oxford) volt, amiben Robert Taylor, Lionel Barrymore és Maureen O'Sullivan oldalán játszott. A film forgatása alatt elterjedt a hír, hogy kiszámíthatatlan, ezért elég nehéz vele dolgozni. Korda (ügynökén keresztül) figyelmeztette, hogy nem fogja meghosszabbítani vele a szerződést, ha nem változtat viselkedésén. Következő szerepe az 1938-as St. Martin's Lane (más néven Sidewalks of London) című filmben volt, melyben Charles Laughtonnal játszott együtt.

## Nemzetközi siker
Olivier szerette volna tovább építeni filmszínészi karrierjét. Angliai sikerei ellenére Amerikában kevéssé volt ismert, és korábbi amerikai piacra való betörési kísérletei is sikertelenek maradtak. Mikor 1939-ben Samuel Goldwyn felajánlotta neki Heathcliff szerepét az Emily Brontë regénye alapján készülő Üvöltő szelek című filmjében, Olivier Hollywoodba utazott, de Leigh-t Londonban hagyta. Goldwyn felajánlott ugyan a színésznőnek egy mellékszerepet (Isabelláét), de Leigh kijelentette, hogy csak a főhősnő, Cathy szerepét vállalná el. Ekkorra azonban Merle Oberon a szerepet már megkapta.
Hollywoodban hatalmas felhajtással kerestek egy megfelelő színésznőt Scarlett alakításához, David O. Selznick független producer Elfújta a szél című új produkciójához. Leigh amerikai ügynöke a Myron Selznick ügynökség embere volt, Myron pedig David Selznick fivére. Leigh ügynöke 1938 februárjában megkérte Myront, hogy írja fel Vivient a jelentkezők listájára. Ebben a hónapban David Selznick megnézte Leigh legutóbbi két filmjét, A Tüzek Anglia felettet és az A Yank at Oxford-ot, ami után már komoly jelentkezőnek tekintette a színésznőt. Február és augusztus között végignézte az összes addigi angliai filmjét, és augusztusra már Kordával tárgyalt, akivel Leigh-nek szerződése volt a következő évre. Október 18-án George Cukor rendezőhöz írt bizalmas levelében a következőket írta: „Még mindig nagy reményeket fűzök a lányhoz.”
Leigh ekkor – látszólag Olivier miatt – Los Angelesbe utazott, ahol találkozott Olivier amerikai ügynökével, Myron Selznickkel. Az ügynöknek feltűnt, hogy Leigh-ben megvannak azok a képességek, amelyeket bátyja, David keresett Scarlett szerepéhez. Myron meghívta Leigh-t és Olivier-t az atlantai tűz forgatási helyszínre, és bemutatta Leigh-t bátyjának. Másnap Selznick meghívta Leigh-t egy próbaforgatásra; a forgatás után a rendező a következőt írta feleségének: „Nagy szerencsénk van az új lánnyal – marha jól játszotta Scarlettet. Megsúgom neked, erre a négyre szűkült a választás: Paulette Goddard, Jean Arthur, Joan Bennett és Vivien Leigh”. George Cukor rendező osztotta véleményét, és Leigh „hihetetlen vadságát” dicsérte. A színésznő nemsokára meg is kapta a szerepet.
A forgatás nem volt könnyű Leigh számára. Cukor rendezőt Victor Fleming váltotta fel, akivel Vivien gyakran keveredett vitába. Volt, hogy Vivien sírva, Fleming pedig szitkozódva hagyta ott a díszleteket. Olivia de Havilland színésztársával esténként titokban felkeresték Cukort, tanácsot kérve tőle szerepükkel kapcsolatban. Vivien mindig dicsérte Clark Gable kedvességét és vele szemben tanúsított jó modorát, noha mint színészt lustának és nem elég fogékonynak tartotta. Együttes munkájukban Vivient a férfi fogprotézise okozta kellemetlen szájszaga zavarta a legjobban. Jólneveltsége tiltotta, hogy szóvá tegye, ugyanakkor szította ellenséges érzületeit Gable-lel szemben. Tovább nehezítette a dolgát az, hogy voltak hetek, mikor megállás nélkül minden napot végigdolgozott, gyakran késő estig; Olivier is hiányzott neki, aki ugyanakkor New Yorkban dolgozott. Leigh Holmannek egy alkalommal ezt írta: „Gyűlölöm Hollywoodot. Sose fogom megszokni – úgy utálok itt filmet forgatni.”
2006-ban, Laurence Olivier („Larry” ahogy közeli ismerősei, barátai és második felesége, Vivien is hívta) életrajzkötetében Olivia de Havilland – védelmébe véve Leigh-t mániás viselkedésével kapcsolatban – így emlékezett meg róla: „Vivien profi módon, hibátlanul és tökéletes fegyelemmel játszott az Elfújta a szél-ben. Mindössze két dolog aggasztotta ekkor: az, hogy minden tőle telhetőt megtegyen ebben a rendkívül nehéz szerepben, és az, hogy távol volt tőle Larry, aki akkoriban New Yorkban dolgozott”.
Az Elfújta a szél azonnali sikert hozott Leigh számára, ő mégis így nyilatkozott egy alkalommal: „Nem vagyok filmsztár – csak egy színésznő vagyok. Egyszerű filmsztárnak lenni: ez egy hamis élet, valótlan értékekkel, ahol csak a hírnév számít. A színházi színésznők sokáig jók tudnak maradni és mindig akadnak érdekes szerepek számukra.” A tíz Oscar-díj közül, amit a film kapott, ő kapta a legjobb színésznőnek járó díjat, és a New York-i kritikusok körének legjobb színésznőnek járó díját (New York Film Critics Circle Award for Best Actress) is elnyerte. 1993-ban Oscar-szobrocskája 510 000 dollár értékben cserélt gazdát.

## Házasság és közös munkák
1940 februárjában Jill Esmond elvált Laurence Olivier-től és Holman is elvált Leigh-től, bár vele Leigh egész életében jó kapcsolatban maradt. Olivier fia, Tarquin, anyjánál, Esmondnál maradt, Leigh lánya, Suzanne, pedig Holmannél. 1940 augusztus 30-án Olivier és Leigh zárt körben házasságot kötöttek a kaliforniai Santa Barbarában (San Ysidro, San Diego, California) Laurence Kerr Oliver; Vivien asszonynevén, Vivian Mary Hartley – csak a tanúk, Katharine Hepburn és Garrison Kanin voltak jelen. Elváltak 1961 január 6-án, Vivien ebben az időben jogosan viselte a Lady Olivier nevet. 

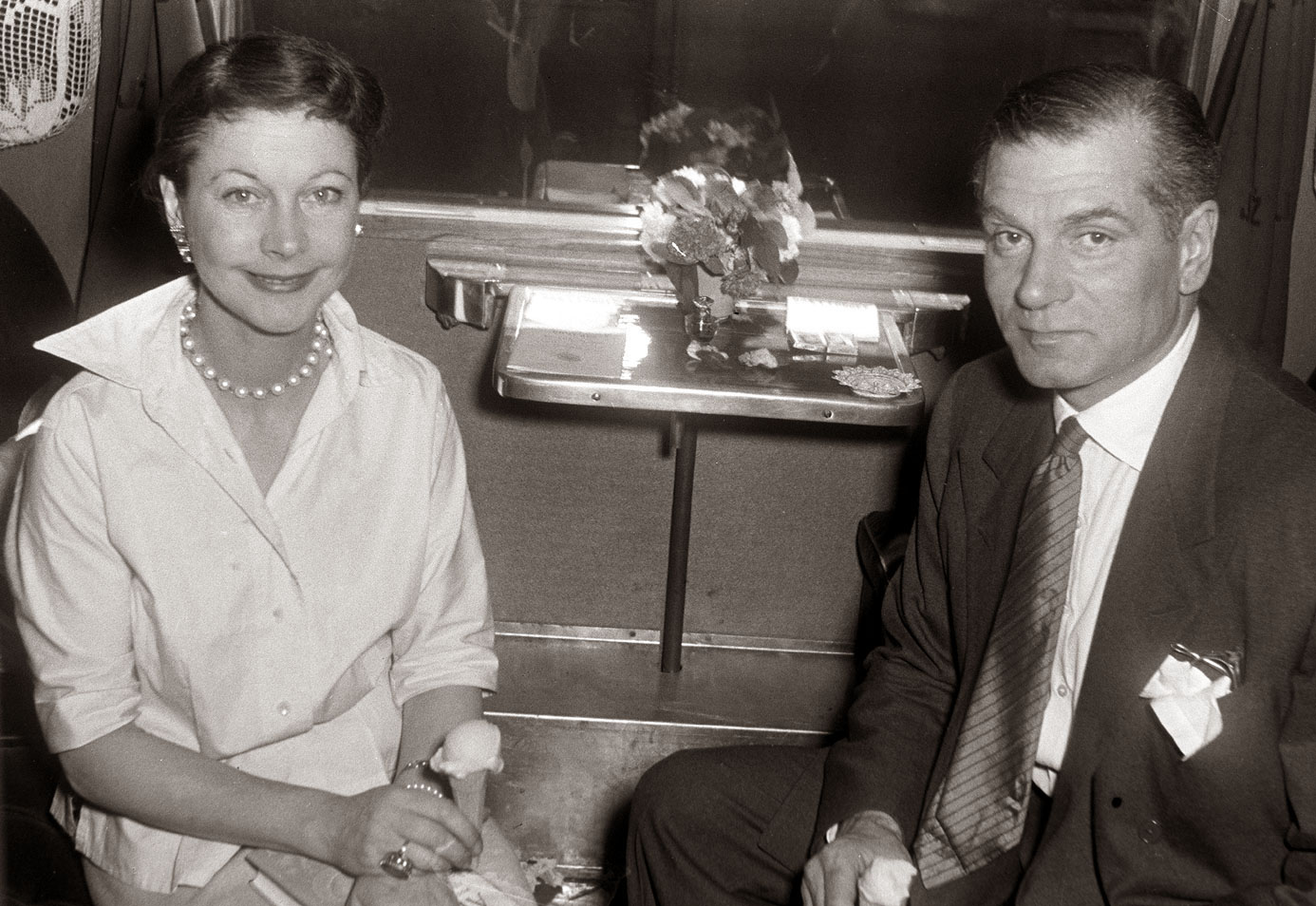
Vivien Leigh és Laurence Olivier, 1957. június 10.

Leigh remélte, hogy részt vehet majd Alfred Hitchcock A Manderley-ház asszonya (Rebecca) című új filmjében főszereplő férje mellett. A válogatásnál meg is jelent, de Selznick megjegyezte róla, hogy „nem tűnik megfelelőnek őszinteség, kor és ártatlanság tekintetében.” Ezt a véleményt Hitchcock és Leigh mentora, George Cukor is osztotta. Selznick azt is megfigyelte, hogy amíg Olivier meg nem kapta a főszerepet, Leigh a legkisebb lelkesedést sem mutatta a szereppel kapcsolatban, ezért aztán Joan Fontaine-nek adta a szerepet. Az 1940-es Büszkeség és balítélet című film esetében hasonlóképpen elutasították Olivier mellől, így ezt a szerepet végül Greer Garson kapta meg. Az 1940-es Waterloo Bridge című filmben eredetileg együtt játszottak volna, de Selznick végül Olivier-t Robert Taylorra cserélte, aki akkoriban a Metro-Goldwyn-Mayer egyik legünnepeltebb férfiszínésze volt. Leigh nem akart férje nélkül játszani a filmben, de végül elvállalta, és a szerepnek köszönhetően Leigh-nek a korábbinál még nagyobb híre lett Hollywoodban. A film hatalmas sikert aratott mind a közönség, mind a kritikusok körében és a színésznőnek is ez lett a kedvenc filmje.
Olivier és felesége ezután a Rómeó és Júlia darabot közösen színre vitték a Broadway-n. Általában a kritikusok is ellenségesen viszonyultak a broadway-i produkcióhoz. Brooks Atkinson egy alkalommal ezt írta a New York Times-ban: „Bár a fiatal Leigh és Olivier nagyon jól mutatnak egymás mellett, szerepeiket egyáltalán nem alakítják jól.” Ugyan a felelősség nagy része Olivier-re hárult, Leigh-t is érte kritika, például Bernard Grebanier tollából, akinek nem tetszett a színésznő „boltoslány”-szerű vékony hangja. A pár majd minden megtakarítását (40 000 dollár) feltette erre a darabra, ezért a bukás anyagi katasztrófát jelentett számukra.
Együtt játszottak az 1941-es Lady Hamilton (That Hamilton Woman) című filmben is, melyben Olivier Horatio Nelson, míg Leigh Emma Hamilton szerepét alakította. Nagy-Britannia ekkorra már belépett a háborúba; ez a film egyike volt azoknak a hollywoodi produkcióknak, melyek célja az volt, hogy felébresszék az amerikai népben a britek iránti szolidaritást. A film népszerű volt az USA-ban is, de a Szovjetunióban még nagyobb sikere lett. Winston Churchill brit és Franklin D. Roosevelt amerikai elnök együtt nézték meg a filmet egy zártkörű vetítés keretében. Churchill így szólt a jelenlévőkhöz: „Uraim, úgy gondoltam, a film talán érdekelni fogja önöket, mert ahhoz hasonló eseményeket láthatnak benne, amelyeket épp a napokban éltünk át.” Az Olivier házaspár ezután még hosszú ideig Churchill kedvence maradt, aki több alkalommal meghívatta őket vacsorákra és más rendezvényekre. Leigh-vel kapcsolatban állítólag egyszer ezt is megjegyezte: „Istenemre, nagyszerű nő!”.
A házaspár hamarosan visszaköltözött Angliába, majd Leigh Észak-Afrikában katonákat lelkesítő előadásokon lépett fel, egészen addig, amíg szűnni nem akaró köhögéssel és magas lázzal ágynak nem esett. 1944-ben gümőkórt állapítottak meg nála, de néhány hetes kórházi kezelés után úgy tűnt, teljesen meggyógyult.
1945 tavaszán már a Caesar és Kleopátra című filmet forgatták, mikor kiderült, hogy terhes, nem sokkal később azonban elvetélt. Ekkor akut depresszióba esett. Depressziója mélypontján férjét egy alkalommal szóban és testileg is bántalmazni kezdte, majd zokogva a földre esett. Ez volt ez első nagyobb mániás-depressziós idegösszeroppanása (más néven: bipoláris depresszió). Olivier lassan megtanulta, hogy néhány napos hiperaktivitását általában egy közelgő depressziós időszak követi. Ez aztán rohamba torkollhat, de az eseményt elfelejti, és ha beszélnek róla, szégyenkezik és bűntudata van miatta.
1946-ra már annyira feljavult Leigh állapota, hogy játszani kezdett egy sikeres londoni produkcióban, Thornton Wilder Hosszú út (The skin of our teeth) című darabjában. Az ekkor készített filmjeinek viszont – a Caesar és Kleopátrá-nak (1945) és az Anna Kareniná-nak (1948) – nem volt nagy sikere.
1947-ben Olivier-t lovaggá ütötték, és a szertartáson (amit a Buckingham-palotában tartottak) Leigh is jelen volt. Ezután ő lett „Lady Olivier” és ezt a címet válásuk után is, egészen haláláig használta.
1948-ban Olivier már az Old Vic Theater igazgatótanácsának tagja volt, és Leigh elkísérte férjét Ausztráliába és Új-Zélandra, színházi pénzgyűjtő körútjára. A hat hónapos turné során Olivier a III. Richárd-ban is játszott; a The School for Scandal-ben and The Skin of Our Teeth-ben pedig együtt játszottak. A turnénak hatalmas sikere volt, és bár a színésznő álmatlansággal küszködött – betegsége ideje alatt egy hétig beugró színésznője helyettesítette –, általánosságban jól megfelelt a vele szemben támasztott követelményeknek. Olivier meg is jegyezte egyszer, milyen „ügyesen elbűvöli a sajtót”. A színtársulat tagjainak későbbi visszaemlékezései szerint a házaspár között ekkoriban több nézeteltérésre került sor. A legdrámaibb összeütközés turnéjuk közben történt, amikor Leigh megmakacsolta magát, és nem volt hajlandó színpadra lépni. Ekkor Olivier megpofozta, majd Leigh is Olivier-t, szitkozódni kezdett, aztán a veszekedés után mégis fellépett. A turné végére mindketten kimerültek és megbetegedtek. Olivier egy interjúban így nyilatkozott: „Lehet hogy önök nem tudják, de olyan ez most, mintha élőhalottakkal beszélgetnének.” Később azt mondta, hogy Ausztráliában „elvesztette Vivient”.
A sikeren felbátorodva a pár megpróbált együtt fellépni Londonban ugyanezekkel a darabokkal és az Antigonéval, amihez Leigh ragaszkodott, mert szerette a tragédiaszerepeket.

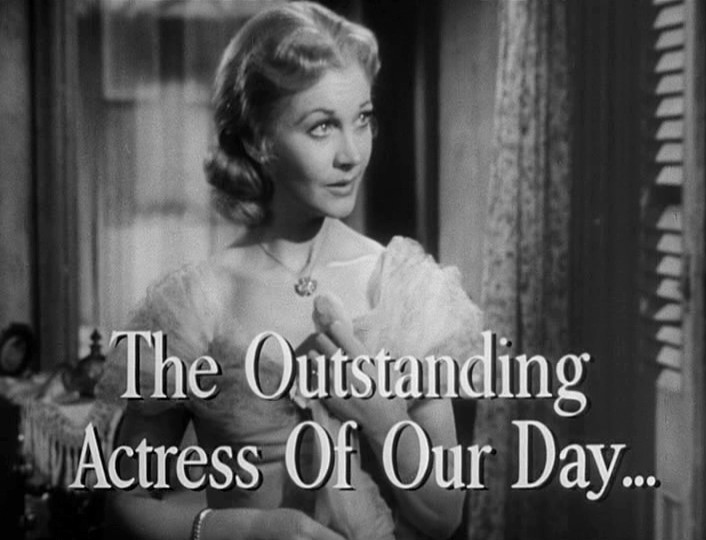
Blanche DuBois szerepében A vágy villamosa (1951) filmváltozatában

Leigh következő nagyobb szerepe Blanche DuBois volt a londoni West Enden színre vitt A vágy villamosa című Tennessee Williams darabban. Miután Williams és Irene Mayer Selznick producer megnézték, hogyan alakított a The School for Scandal-ben és az Antigoné-ban, neki adták ezt a szerepet, és Olivier-t tették meg rendezőnek. A vágy villamosa nagy port vert fel, mert számos utalás van benne a homoszexualitásra, a szabadszerelemre, és a nemi erőszak sem hiányzik az amerikai darabból. Hamarosan cikkezni kezdtek arról, szabad-e egyáltalán játszani, ami csak fokozta Leigh nyugtalanságát, de a darab fontosságába vetett hite mindvégig erős maradt. J. B. Priestley kifogásolta Leigh színészi játékát, Kenneth Tynan kritikus szerint pedig hiba volt Leigh-nek adni a szerepet, mivel szerinte „az angol színésznők túl jólneveltek ahhoz, hogy a színpadon érzelmeskedjenek”. Olivier-t és Leigh-t bosszantotta, hogy a darab sikerét részben a szenzációs történetnek köszönhette, és hogy a közönség nem látta meg benne a görög tragédiát, aminek tulajdonképpen szánták. Voltak azonban elkötelezett támogatói is, köztük Noël Coward, aki szerint Leigh „nagyszerűen alakított a darabban.”
Számos színpadi fellépés után kifutott Leigh darabja, de hamarosan elkezdték forgatni annak filmváltozatát Hollywoodban. Leigh tiszteletlen – és néha nem szalonképes – humorának is köszönhetően jó kapcsolatba került Marlon Brandóval, a film férfi főszereplőjével, de Elia Kazan rendezővel – aki színésznőként nem tartotta őt nagyra – akadtak nehézségei. Később Kazan megjegyezte róla: „nem volt túl tehetséges, de ahogy haladt a munka, csodálni kezdtem, mert a legnagyobb eltökéltség volt benne a kiváló teljesítményre, amit valaha színésznőnél láttam. Akár tűzön is járt volna azért, hogy javítson színészi játékán.” Leigh-t kimerítette a szerep és a New York Timesnak egy alkalommal ezt nyilatkozta: „Kilenc hónapig voltam DuBois színpadon, most már ő irányít engem”. A filmért elismerő kritikákat kapott, és megkapta második Oscar-díját (legjobb színésznő), a brit film- és televízióművészeti akadémia legjobb női főszereplőnek járó díját (British Academy of Film and Television Arts, BAFTA), a New York-i filmkritikusok köre legjobb színésznőnek járó díját (New York Film Critics Circle Award for Best Actress), valamint egy Golden Globe-díj-ra is jelölték. Tennessee Williams szerint Leigh mindent megvalósított a szerepben „amit látni szerettem volna, és sok olyat is amiről álmodni se mertem”. Ugyanakkor néhány évvel később Leigh így emlékezett vissza erre az időszakra: „Blanche DuBois alakítása az utolsó lökés volt az őrület felé.”

## Elhúzódó betegsége
1951-ben Leigh és Olivier két Kleopátráról szóló darabot is színre vitt: Shakespeare Antonius és Kleopátráját és G. B. Shaw Caesar és Kleopátráját – ezeket felváltva játszották. Miután kedvező fogadtatást kaptak Angliában, a New York-i Ziegfeld színházban is felléptek velük az 1951/1952-es évadban. Főleg jó kritikákat kaptak itt is, Kenneth Tynant kivéve, aki szerint Leigh átlagos teljesítményt nyújtott a darabban, és emiatt Olivier is gyengébben játszott. Kenneth támadó jellegű megjegyzéseinek hatására Leigh ismét majdnem összeomlott. Rettegett a kudarctól. Sikereit figyelmen kívül hagyva, kizárólag ezen az negatív kritikán rágódott.
1953-ra Leigh állapota eléggé feljavult ahhoz, hogy játszani tudjon Olivier mellett a Az alvó herceg (The Sleeping Prince) című darabban. Az 1955-ös évadban előadták Stratford-upon-Avon-ban Shakespeare Vízkereszt, vagy amit akartok, Macbeth és a Titus Andronicus című drámáit. Telt ház előtt játszottak, és jó kritikákat kaptak. Ebben az időben Leigh állapota stabilnak tűnt. Leigh-vel a főszerepben, Noël Coward South Sea Bubble című darabja is sikert aratott. Ekkor újra terhes lett, és kilépett a darabból. Néhány héttel később másodszorra is elvetélt, amit újabb hónapokig tartó depressziós időszak követett. Később bekapcsolódott Olivier európai körútjába, ahol a Titus Andronicus-t adták elő, de az utazásra Leigh gyakori dühkitörései – melyek Olivierre és a társulat többi tagjára irányultak – rányomták a bélyeget. Miután visszatértek Londonba, volt férje, Herbert Leigh Holman – aki válásuk után is folyamatosan tartotta vele a kapcsolatot – hozzájuk költözött és segített ápolásában.
Leigh elhúzódó, súlyos betegsége miatt a házaspár eltávolodott egymástól. Olivier mindinkább távol tartotta magát Vivientől, nem tudott már mit kezdeni mániákus dühkitöréseivel, és más karjában vígasztalódott. Ez a kar – későbbi felesége – Joan Plowrighté volt. Ha egy nő 25 évig él egy férfival, óhatatlanul megérzi ha baj van – és Vivien érezte. 1959 karácsonyát a házaspár, Olivier tanácsára külön töltötte, családi otthonukat (Notley) pedig közös döntés alapján eladták, Leigh egyre kilátástalanabbnak látta helyzetét, még abban az évben meghalt édesapja, amely súlyos csapásként érte a színésznőt. A Duels of Angels amerikai turnéját szervezték. Szinte az egész színészgárdát lecserélték. Cecil Tennant javaslatára, Vivien férjét a darabban, a nála 5 évvel fiatalabb John Merivale játszotta.
Merivale támasza volt a beteg színésznőnek, utolsó mentsvára. Pontosan ez az, amit „Larry” sohasem tudott megadni neki. Viszony alakult ki köztük, és Merivale biztosította Olivier-t, hogy gondját viseli Viviennek. 1959-ben Noël Coward Look after Lulu című komédiájával Leigh új sikert aratott. A The Times kritikusa szerint „gyönyörű volt, kellően hűvös és minden szituációt mesterien kezelt.” A válást 1960. december 2-án mondták ki Londonban, ugyanazon a napon amikor Roger Gage és Joan Plowright válását is. A házasság alatt, mindkét fél hűtlen volt a másikhoz. Az angol törvények szerint, ha egy házastársi kapcsolatban, mindkét fél bevallja hűtlenségét, a bírónak kell eldöntenie, melyik fél panasza jogosult. A bíróság Vivien javára döntött, ennek eredményeképpen Olivier fizette mindkét per költségét.
Önéletrajzában a színész így emlékezett vissza a Leigh-vel töltött problémás évekre: „Míg a mániás depresszió megfoghatatlan gonosz démona egyre erősebben ostromolta lelkét, egyéniségének egy része mindvégig ügyesen védekezett a végső ütközetig, és képes volt leplezni háborgó lelki állapotát szinte mindenki előtt, engem kivéve, akit nem remélhetett megtéveszteni.”

## Utolsó évei és halála
Leigh John Merivale-lel való kapcsolata stabilnak tűnt, de Radie Harrisnek egyszer négyszemközt azt mondta: „Inkább legyen rövid életem Larry mellett, mint hosszú – nélküle.” A színésznő első férjével, Leigh Holman-nel is sok időt töltött. Merivale 1961 júliusa és 1962 májusa között elkísérte Ausztráliába, Új-Zélandra és Latin-Amerikába, ahol körutazást tett és – Olivier nélkül is – nagy sikereket ért el. Bár depresszióhullámai nem szűntek, tovább folytatta színházi munkásságát. 1963-ban a legjobb színésznőnek járó Tony-díjat ítélték oda neki a Tovarich című Broadway-musicalben alakított szerepéért. Az 1961-es Tavasz Rómában (The Roman Spring of Mrs. Stone) és az 1965-ös Bolondok hajója (Ship of Fools) című filmekben szintén játszott.
1967 májusában Michael Redgrave-vel próbálták Edward Albee A Delicate Balance című művét, mikor ismét megbetegedett tuberkulózissal, de néhány hetes pihenés után úgy tűnt, hogy meggyógyult. Július 7-én este Merivale – szokás szerint – fellépésre ment; amikor éjfél körül hazatért, Leigh már aludt. Körülbelül fél órával később (már július 8-án), amikor lefekvésre készült, holtan talált Vivienre a hálószoba padlóján. Leigh valószínűleg a fürdőszobába igyekezett, de közben tüdeje megtelt folyadékkal, és összeesett. Merivale azonnal tudatta halálát Olivier-vel, akit éppen prosztatarákkal kezeltek egy közeli kórházban. Olivier önéletrajzában leírja, hogy azonnal Leigh lakására sietett, és amint meglátta a holttestet a hálószoba ágyán, mardosó bánat fogta el. Olivier így írt az eseményről: „Csak álltam ott bűnbocsánatért imádkozva minden gonoszságért, ami közöttünk történt”. A temetést Merrivale-lel közösen rendezték el. 
A holttestet elhamvasztották; hamvait a lakása, Tickerage Mill közelében fekvő tóba szórták, az angliai Blackboys, East Sussex, környékén. A temetést St Martin-in-the-Fields templomában tartották, ahol a búcsúbeszédet John Gielgud színész olvasta fel. Az Egyesült Államokban ő volt az első színésznő, akit a „The Friends of the Libraries at the University of Southern California” is ünnepélyesen elbúcsúztatott. A rendezvényt istentisztelettel egybekötve rendezték, és bemutattak egy válogatást Leigh filmjeiből. Kollégái közül George Cukor mondott búcsúbeszédet.

## Kritika
Vivien Leigh-t korának egyik legszebb színésznőjének tartották, amit a rendezők legtöbb filmjében ki is hangsúlyoztak. Mikor egyszer arról kérdezték, okozott-e ez neki valaha hátrányt, ezt felelte: „Néhányan úgy gondolják, ha valaki egy kicsit is jól néz ki, akkor az biztos nem tud jól játszani. Mivel engem kizárólag a színészi játék érdekel, azt hiszem a szépség néha nagy hátrányt jelent, ha valóban azt a személyt szeretném alakítani, aki nem feltétlenül hasonlít rám.” 
George Cukor szerint Leigh „tökéletes, kiforrott színésznő volt, akinek csak útjában állt szépsége”. Laurence Olivier véleménye erről hasonló volt: „A kritikusoknak a színészi teljesítményt kellene értékelniük, és nem lenne szabad elfogultan ítélkezniük valakiről pusztán a szépsége miatt.” Garson Kanin osztotta ezt a véleményt: szerinte Leigh „…annyira szép volt, hogy emiatt sokak figyelmét elkerülték nagyszerű színészi képességei. A nagy szépségek ritkán nagy színésznők, egyszerűen azért, mert nincsenek rákényszerülve. Vivien nem ilyen volt; ambiciózus, kitartó, komoly, művészi ihletettségű és nagy tehetségű."
Leigh azt mondta, azért játszott a „lehető legtöbbféle és legkülönbözőbb szerepben, hogy tisztába kerüljön saját képességeivel, és hogy eloszlassa a tehetségével kapcsolatban kialakult előítéleteket.” Úgy vélte, komédiát nehezebb játszani mint tragédiát, mert pontosabban kell időzíteni, tehát a színészképzésben is a komédiára kellene helyezni a hangsúlyt. Pályafutása vége felé – melynek során Noël Coward komédiáitól kezdve a shakespeare-i tragédiákig sokféle darabban fellépett – megjegyezte: „Sokkal könnyebb az emberekből sírást kiváltani, mint megnevettetni őket.”  Nagy-Britanniában már első fellépései híressé tették, de a világ más részein az „Elfújta a szél” megjelenéséig alig ismerték. 1939-ben a The New York Times ezt írta róla:
„Leigh kisasszony Scarlettjével bebizonyította, hogy eredményes volt az a már-már abszurd méreteket öltő tehetségkutatás, amellyel a megfelelő színésznőt keresték, és amely végül is – közvetett módon – híressé tette őt. A szerepet mintha neki írták volna. Annyira illett a természetéhez, és művészileg is olyan nagyot alakított benne, hogy más színésznő szóba se jöhetett volna.” Ahogy nőtt a sikere, még a Time magazin borítójára is felkerült Scarlettként. 1969-ben Andrew Sarris filmkritikus azt írta, a film sikere nem kis részben annak köszönhető, hogy „egy jó megérzés miatt Leigh kapta meg a szerepet”;
 1998-ban Sarris ezt írta: „szívünkben és emlékezetünkben sokkal inkább életerős egyéniségként, mint mozdulatlan emlékképként él”. Leonard Martin szerint minden idők legjobbjai közé tartozik; 1998-ban ezt írta róla: „Leigh briliánsan játszotta szerepét.”
A West End-en színre vitt A vágy villamosa című darabban látható alakítását Phyllis Hartnoll színikritikus így jellemezte: „az eddigi szerepei közül ebben bizonyította leginkább színészi képességeit”. Mindezt abban az időszakban írták, amikor már az angol színházi világ legjobb színésznői közé tartozott. A vágy villamosa darabból készített filmről Pauline Kael így írt: „Leigh és Marlon Brando szerepei a filmtörténet legjobbjai voltak akkoriban, és Leigh szerepe azon ritka alakítások egyike, amelyről valóban el lehet mondani, hogy egyszerre váltott ki a nézőből félelmet és sajnálatot.”
Kenneth Tynan nevetségesnek állította be Leigh alakítását Olivier-é mellett az 1955-ös Titus Andronicus-ban, ezzel a megjegyzéssel: „Mikor a férje holtteste felett megtudta, hogy őt is meggyalázhatják, alig több félelem és csalódás tükröződött az arcán, mint annak, aki lekésett egy vonatról.” Tynan egyike volt azon kevés kritikusoknak, akik negatívan értékelték 1955-ös szerepét, amelyben sajátosan értelmezte Lady Macbeth szerepét, mondván, nem elég meggyőző, és hiányzik belőle a szerephez elengedhetetlen düh. Leigh halála után azonban visszavonta korábbi véleményét, és élete legelhibázottabb kritikájának nevezte. Ekkor már úgy vélte, Leigh interpretációjának – melyben Lady Macbeth szexuális vonzerejével ejti rabul Macbethet – több értelme van ebben a szerepben, mint a karakter megszokott „kemény amazon” típusú ábrázolásának. Egy színkritikusok körében végzett felmérésben sokan úgy vélték, ez volt az egyik legnagyobb színházi alakítása.
1969-ben Leigh plakettjét elhelyezték a Covent Gardenben levő színészek templomában (Saint Paul), és portréja 1985-ben egy, a Brit Filmév alkalmából kiadott bélyegsorozatra is felkerült olyan nagyságokkal együtt mint Alfred Hitchcock, Charles Chaplin, Peter Sellers és David Niven.
A londoni British Library 1999-ben megvásárolta Laurence Olivier hátrahagyott írásait az örökösöktől. A gyűjteményben, amit Laurence Olivier Archívumnak neveznek, Vivien Leigh személyes írásai közül is sok megtalálható, mint számos Olivier-hez írt levél is. Vivien Leigh írásai, köztük levelek, fényképek, szerződések és naplók, Leigh lánya,
Mrs. Suzanne Farrington tulajdonában vannak. 1994-ben az Ausztrál Nemzeti Könyvtár (LNA) szert tett egy „V. & L. O.” kezdőbetűkkel jelölt fényképalbumra, melyről feltételezhető, hogy az Olivier házaspáré volt. Az album 573 fényképet tartalmaz a párról, melyek az 1948-as ausztrál útjuk során készültek. Ma ezt az albumot az ausztrál előadóművészet történetének fontos részeként tartják számon.

## Díjak, nevezések
| Év   | Díj | Film             |
| ---- | --- | ---------------- |
| 1939 | Oscar-díj a legjobb női főszereplőnek (nyertes) New York-i filmkritikusok köre díja a legjobb színésznőnek (nyertes) | Elfújta a szél   |
| 1952 | Oscar-díj a legjobb női főszereplőnek (nyertes) BAFTA-díj a legjobb női főszereplőnek (nyertes) Golden Globe-díj a legjobb női főszereplőnek – filmdráma (jelölés) New York-i filmkritikusok köre díja a legjobb színésznőnek (nyertes) Velencei Nemzetközi Filmfesztivál Volpi Cup (nyertes) | A vágy villamosa |
| 1963 | Tony-díj a legjobb musicalszínésznőnek (nyertes) | Tovarich         |

| Díjak                                                                            | Díjak                                                       | Díjak                                                  |
| -------------------------------------------------------------------------------- | ----------------------------------------------------------- | ------------------------------------------------------ |
| előző Bette Davis Jezabel                                                        | Oscar-díj a legjobb női főszereplőnek 1939 Elfújta a szél   | következő Ginger Rogers Kitty Foyle – Egy nő története |
| előző Judy Holliday Born Yesterday                                               | Oscar-díj a legjobb női főszereplőnek 1951 A vágy villamosa | következő Shirley Booth Térj vissza, kicsi Sheba!      |
| előző nincs                                                                      | BAFTA-díj a legjobb női főszereplőnek 1951 A vágy villamosa | következő Audrey Hepburn Római vakáció                 |
| előző (megosztva) Anna Maria Alberghetti Carnival! és Diahann Carroll No Strings | Tony-díj a legjobb musicalszínésznőnek 1963 Tovarich        | következő Carol Channing Hello, Dolly!                 |

## Pályafutása

### Színházi szerepek
| ősbemutató                                                                   | cím                                                                       | szerep                                     | helyszín | író                                                                           | rendező                        | más szereplők                                                                            |
| ---------------------------------------------------------------------------- | ------------------------------------------------------------------------- | ------------------------------------------ | --- | ----------------------------------------------------------------------------- | ------------------------------ | ---------------------------------------------------------------------------------------- |
| 1935. február 25.                                                            | The Green Sash                                                            | Giusta                                     | "Q" Theatre, London | Debonnaire Sylvester és T. P. Wood                                            | Matthew Forsyth                | Kathleen Boutall és David Horne                                                          |
| 1935. május 15.                                                              | The Mask of Virtue                                                        | Henriette Duquesnoy                        | Ambassadors Theatre, London | Carl Sternheim és Ashley Dukes                                                | Maxwell Wray                   | Jeanne de Casalis és Frank Cellier                                                       |
| 1936. február 17.                                                            | II. Richárd                                                               | Queen Anne                                 | Oxford (OUDS) | William Shakespeare                                                           | John Gielgud és Glen Byam Shaw | David King-Wood és Florence Kahn                                                         |
| 1936. április 8.                                                             | The Happy Hypocrite                                                       | Jenny Mere                                 | His Majesty’s Theatre, London | Clemence Dane, Richard Addinsell és Max Beerbohm                              | Maurice Colbourne              | Ivor Novello és Viola Tree                                                               |
| 1936. június 22.                                                             | VIII. Henrik                                                              | Boleyn Anna                                | Open Air Theatre, Regent’s Park | William Shakespeare                                                           | Robert Atkins                  | Gyles Isham és C. N. Anson                                                               |
| 1937. február 5.                                                             | Because We Must                                                           | Pamela Golding-Ffrench                     | Wyndham’s Theatre | Ingaret Giffard                                                               | Norman Marshell                | Margaret Emden és Enid Lindsey                                                           |
| 1937. március 11.                                                            | Bats in the Belfry                                                        | Jessica Morton                             | Ambassador’s Theatre, London | Diana Morgan és Robert MacDermot                                              | A. R. Whatmore                 | Evelyn Ankers Ivor Barnard és Charles Hawtrey                                            |
| 1937. június                                                                 | Hamlet                                                                    | Ophelia                                    | Kronborg Castle, Helsingør | William Shakespeare                                                           | Tyrone Guthrie                 | Laurence Olivier, John Abbott és Anthony Quayle                                          |
| 1937. december 27.                                                           | Szentivánéji álom                                                         | Titania                                    | Open Air Theatre, Regent’s Park | William Shakespeare                                                           | Tyrone Guthrie                 | Robert Helpmann és Ralph Richardson                                                      |
| 1938. szeptember 13.                                                         | Serena Blandish                                                           | Serena Blandish                            | Gate Theatre | S. N. Behrman és Enid Bagnold                                                 | Esme Percy                     | David Tree és John Teed                                                                  |
| 1940. május 9.                                                               | Rómeó és Júlia                                                            | Júlia                                      | 51st Street Theatre, New York, San Francisco, Chicago és Washington | William Shakespeare                                                           | Laurence Olivier               | Laurence Olivier, Dame May Whitty, Edmond O'Brien és Cornel Wilde                        |
| 1942. március 4.                                                             | The Doctor's Dilemma                                                      | Jennifer Dubedat                           | Haymarket Theatre | George Bernard Shaw                                                           | Irene Hentschell               | Cyril Cusack (később John Gielgud) és Austin Trevor                                      |
| 1942. április 24.                                                            | The School for Scandal                                                    | Lady Teazle                                | Haymarket Theatre | Richard Brinsley Sheridan                                                     |                                | Cyril Maude                                                                              |
| 1943. tavasz                                                                 | Spring Party – A Revue                                                    | Scarlett O'Hara                            | Észak-Afrikai turné | Lewis Carroll és Clemence Dane művei                                          | John Gielgud                   | Beatrice Lillie, Dorothy Dickson és Leslie Henson                                        |
| 1945. május 15.                                                              | The Skin of Our Teeth                                                     | Sabina                                     | Phoenix Theatre | Thornton Wilder                                                               | Laurence Olivier               | Cecil Parker és Joan Young                                                               |
| 1946. szeptember 11.                                                         | The Skin of Our Teeth                                                     | Sabina                                     | Picadilly Theatre | Thornton Wilder                                                               | Laurence Olivier               | George Devine és Esther Somers                                                           |
| 1948. február 14. – 1948. november 1.                                        | (1) II. Richárd (2) The School for Scandal (3) The Skin of Our Teeth      | (1) Lady Anne (2) Lady Teazle (3) Sabina   | Ausztrália és Új-Zéland: Perth, Adelaide, Hobart, Melbourne, Canberra, Sydney, Brisbane, Auckland, Wellington, Dunedin, Christchurch                                                                                            | (1) William Shakespeare (2) Richard Brinsley Sheridan (3) Thornton Wilder     | Laurence Olivier               | Old Vic Theatre társulata, Laurence Olivier és Peter Cushing                             |
| 1949. január 26.                                                             | (1) II. Richárd (2) Antigoné                                              | (1) Lady Anne (2) Antigone                 | New Theatre | (1) William Shakespeare (2) Jean Anouilh                                      | Laurence Olivier               | Old Vic Theatre társulata, Laurence Olivier és Peter Cushing                             |
| 1949. október 11.                                                            | A vágy villamosa                                                          | Blanche DuBois                             | Aldwych Theatre | Tennessee Williams                                                            | Laurence Olivier               | Bonar Colleano, Renée Asherson, Bernard Braden és Theodore Bikel                         |
| 1951. május 10.                                                              | Cézár és Kleopátra                                                        | Kleopátra                                  | St James’ Theatre | George Bernard Shaw                                                           | Michael Benthall               | Laurence Olivier                                                                         |
| 1951. május 11.                                                              | Antonius és Kleopátra                                                     | Kleopátra                                  | St James’ Theatre | William Shakespeare                                                           | Michael Benthall               | Laurence Olivier                                                                         |
| 1951. december 19.                                                           | Cézár és Kleopátra                                                        | Kleopátra                                  | Ziegfeld Theatre, New York | George Bernard Shaw                                                           | Michael Benthall               | Laurence Olivier, Robert Helpmann, Wilfrid Hyde-White és Harry és rews                   |
| 1951. december 20.                                                           | Antonius és Kleopátra                                                     | Kleopátra                                  | Ziegfeld Theatre, New York | William Shakespeare                                                           | Michael Benthall               | Laurence Olivier, Donald Pleasence, Harry és rews, Robert Helpmann és Wilfrid Hyde-White |
| 1953. november 5.                                                            | The Sleeping Prince                                                       | Mary Morgan                                | Phoenix Theatre | Terence Rattigan                                                              | Laurence Olivier               | Laurence Olivier és Martita Hunt                                                         |
| 1955. április 12.                                                            | Vízkereszt, vagy amit akartok                                             | Viola                                      | Stratford-upon-Avon | William Shakespeare                                                           | John Gielgud                   | Laurence Olivier, Keith Michell, Mervyn Blake és Angela Baddeley                         |
| 1955. június 7.                                                              | Macbeth                                                                   | Lady Macbeth                               | Stratford-upon-Avon | William Shakespeare                                                           | Glen Byam Shaw                 | Laurence Olivier, Maxine Audley, Keith Michell és Geoffrey Bayldon                       |
| 1955. augusztus 16.                                                          | Titus Andronicus                                                          | Lavinia                                    | Stratford-upon-Avon | attributed to William Shakespeare                                             | Peter Brook                    | Laurence Olivier, Maxine Audley, Frank Thring és Anthony Quayle                          |
| 1956]]. április 25.                                                          | South Sea Bubble                                                          | Lady Alexandra Shotter                     | Lyric Theatre | Noël Coward                                                                   | William Chappell               | Ian Hunter, Arthur Macrae, John Moore és Joyce Carey                                     |
| 1957]]. május 6.                                                             | Titus Andronicus                                                          | Lavinia                                    | Párizs, Bécs, Belgrád, Zágráb, Varsó, később Stoll Theatre, London | William Shakespeare                                                           | Peter Brook                    | Laurence Olivier, Anthony Quayle és Maxine Audley                                        |
| 1958]]. április 24.                                                          | Duel of Angels                                                            | Paola                                      | Apollo Theatre | Jean Giraudoux és Christopher Fry                                             | Jean-Louis Barrault            | Claire Bloom (Ann Todd és Mary Ure), Derek Nimmo és Peter Wyngarde                       |
| 1959]]. július 9.                                                            | Look After Lulu                                                           | Lulu d'Arville                             | Royal Court Theatre, majd New Theatre | Georges Feydeau fordította Noël Coward                                        | Noël Coward                    | Anthony Quayle, Richard Goolden és Michael Bates                                         |
| 1960]]. április 19.                                                          | Duel of Angels                                                            | Paola                                      | Helen Hayes Theatre, New York | Jean Giraudoux és Christopher Fry                                             | Robert Helpmann                | Peter Wyngarde, John Merivale és Mary Ure                                                |
| Old Vic turné – Ausztrália és Új-Zéland 1961. július 12. – 1962. március 17. | (1) Vízkereszt, vagy amit akartok (2) Duel of Angels (3) A kaméliás hölgy | (1) Viola (2) Paola (3) Marguerite Gautier | Her Majesty's Theatre, Melbourne Her Majesty's Theatre, Brisbane Theatre Royal, Sydney Theatre Royal, Adelaide Her Majesty's Theatre, Perth Opera House, Wellington Theatre Royal, Christchurch Her Majesty's Theatre, Auckland | (1) William Shakespeare (2) Jean Giraudoux (3) Alexandre Dumas                | Robert Helpmann                | John Merivale                                                                            |
| Old Vic turné – Latin Amerika 1962. március 29. – 1962. május 16.            | (1) Vízkereszt, vagy amit akartok (2) A kaméliás hölgy                    | (1) Viola (2) Marguerite Gautier           | Mexikóváros, Mexikó Caracas, Venezuela Lima, Peru Santiago, Chile Buenos Aires, Argentína Montevideo, Uruguay São Paulo, Brazília Rio de Janeiro, Brazília                                                                      | (1) William Shakespeare (2) Alexandre Dumas                                   | Robert Helpmann                | John Merivale                                                                            |
| 1963. március 18.                                                            | Tovarich                                                                  | Tatiana                                    | Broadway Theatre, New York | Jacques Deval, Robert E. Sherwood, David Shaw, Anne Crosswell és Lee Pockriss | Peter Glenville                | Jean-Pierre Aumont                                                                       |
| 1965. április 6.                                                             | The Contessa                                                              | Contessa Sanziani                          | Newcastle upon Tyne, Liverpool és Manchester | Paul Osborn és Maurice Druon                                                  | Robert Helpmann                | David Knight és Joseph Furst                                                             |
| 1966. május 3.                                                               | Ivanov                                                                    | Anna Petrova                               | USA és kanadai turné, majd Shubert Theatre, New York | Anton Pavlovics Csehov, adaptáció John Gielgud                                | John Gielgud                   | John Gielgud, Ronald Radd és John Merivale                                               |

### Filmszerepei
| év                      | cím                                             | szerep            | rendező                         | más szereplők                                                       |
| ----------------------- | ----------------------------------------------- | ----------------- | ------------------------------- | ------------------------------------------------------------------- |
| 1935                    | The Village Squire                              | Rose Venables     | Reginald Denham                 | David Horne és Leslie Perrins                                       |
| 1935                    | Things Are Looking Up                           | boltoslány        | Albert de Corville              | Cicely Courtneidge                                                  |
| 1935                    | Look Up and Laugh                               | Marjorie Belfer   | Basil Dean                      | Gracie Fields                                                       |
| 1935                    | Gentlemen's Agreement                           | Phil Stanley      | George Pearson                  | Frederick Peisley és Anthony Holles                                 |
| 1937                    | Tüzek Anglia felett Fire Over England           | Cynthia           | William K. Howard               | Flora Robson, Raymond Massey, Leslie Banks és Laurence Olivier      |
| 1937                    | Dark Journey                                    | Madeleine Goddard | Victor Saville                  | Conrad Veidt                                                        |
| 1937                    | Storm in a Teacup                               | Victoria Gow      | Ian Dalrymple és Victor Saville | Rex Harrison, Cecil Parker és Sara Allgood                          |
| 1938                    | Az oxfordi diák (A Yank at Oxford)              | Elsa Craddock     | Jack Conway                     | Robert Taylor, Lionel Barrymore, Maureen O'Sullivan és Edmund Gwenn |
| 1938                    | Sidewalks of London                             | Libby             | Tim Whelan                      | Charles Laughton és Rex Harrison                                    |
| 1939                    | Elfújta a szél Gone with the Wind               | Scarlett O'Hara   | Victor Fleming                  | Clark Gable, Leslie Howard és Olivia de Havilland                   |
| 1940 (készült 1937-ben) | 21 Days                                         | Wanda             | Basil Dean                      | Leslie Banks és Laurence Olivier                                    |
| 1940                    | Waterloo híd (Waterloo Bridge)                  | Myra              | Mervyn LeRoy                    | Robert Taylor, Lucile Watson és Virginia Field                      |
| 1941                    | Lady Hamilton (That Hamilton Woman)             | Emma Hamilton     | Alexander Korda                 | Laurence Olivier, Alan Mowbray, Sara Allgood és Gladys Cooper       |
| 1945                    | Cézár és Kleopátra (Caesar and Cleopatra)       | Kleopátra         | Gabriel Pascal                  | Claude Rains, Stewart Granger és Flora Robson                       |
| 1948                    | Anna Karenina                                   | Anna Karenina     | Julien Duvivier                 | Ralph Richardson                                                    |
| 1951                    | A vágy villamosa (A Streetcar Named Desire)     | Blanche DuBois    | Elia Kazan                      | Marlon Brando, Kim Hunter és Karl Malden                            |
| 1955                    | The Deep Blue Sea                               | Hester Collyer    | Anatole Litvak                  | Kenneth More                                                        |
| 1961                    | Tavasz Rómában (The Roman Spring of Mrs. Stone) | Karen Stone       | José Quintero                   | Warren Beatty és Lotte Lenya                                        |
| 1965                    | Bolondok hajója (Ship of Fools)                 | Mary Treadwell    | Stanley Kramer                  | Simone Signoret, José Ferrer és Lee Marvin                          |

## Fordítás
- Ez a szócikk részben vagy egészben  a   Vivien Leigh című angol Wikipédia-szócikk fordításán alapul.  Az eredeti cikk szerkesztőit annak laptörténete sorolja fel. Ez a jelzés csupán a megfogalmazás eredetét és a szerzői jogokat jelzi, nem szolgál a cikkben szereplő információk forrásmegjelöléseként.